# Modelo de estructura alámbrica

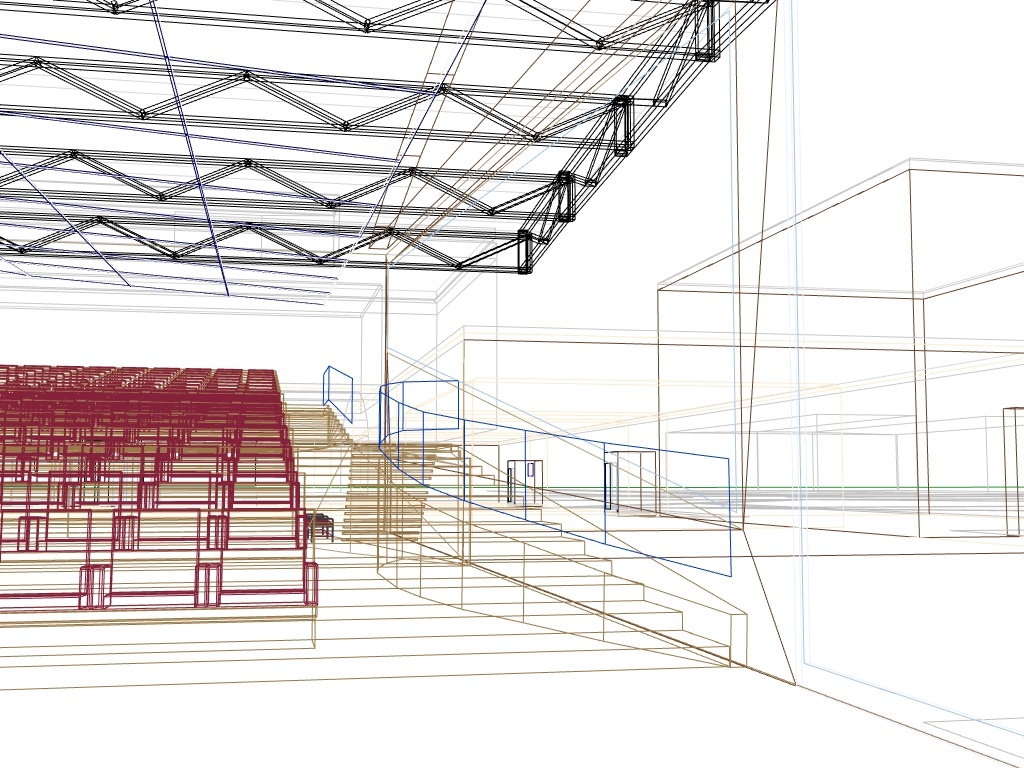
Modelo de trazado de línea de una edificación.

Wireframe es un algoritmo de renderización del que resulta una imagen semitransparente, de la cual solo se dibujan las aristas de la malla que constituye al objeto modelado.
Casi nunca se emplea en la representación final de una imagen, pero sí en su edición, debido a la escasa potencia de cálculo necesaria (comparada con otros métodos).
Para conseguir una imagen en wireframe, solo es necesario tener en cuenta las posiciones de los puntos en el espacio tridimensional y las aristas que los unen para formar los polígonos.
Estas imágenes no tienen en cuenta la presencia de luces en la escena, ni se aplican métodos para simular visibilidad.
- Datos: Q583169
- Multimedia: Wireframes of 3D objects / Q583169